# Blepharis lawsonii
Blepharis lawsonii là một loài thực vật có hoa trong họ Ô rô. Loài này được G.S.Giri & R.N.Banerjee mô tả khoa học đầu tiên năm 1983.